# Włochy na Zimowych Igrzyskach Olimpijskich 1988
Włochy na Zimowych Igrzyskach Olimpijskich 1988 reprezentowało 58 zawodników: czterdziestu dwóch mężczyzn i szesnaście kobiet. Był to piętnasty start reprezentacji Włoch na zimowych igrzyskach olimpijskich.

## Medaliści
| Medal | Imię i nazwisko                                               | Dyscyplina            | Konkurencja                            |
| ----- | ------------------------------------------------------------- | --------------------- | -------------------------------------- |
|       | Alberto Tomba                                                 | Narciarstwo alpejskie | Slalom gigant mężczyzn                 |
|       | Alberto Tomba                                                 | Narciarstwo alpejskie | Slalom mężczyzn                        |
|       | Maurilio De Zolt                                              | Biegi narciarskie     | Bieg na 50 km stylem dowolnym mężczyzn |
|       | Johann Passler                                                | Biathlon              | Bieg na 20 km mężczyzn                 |
|       | Werner Kiem Gottlieb Taschler Johann Passler Andreas Zingerle | Biathlon              | Sztafeta 4 × 7,5 km mężczyzn           |

## Skład reprezentacji

### Narciarstwo alpejskie
Mężczyźni
| Zawodnik            | Konkurencja   | Wyścig 1     | Wyścig 2          | Suma              | Suma    |
| Zawodnik            | Konkurencja   | Czas         | Czas              | Czas              | Miejsce |
| ------------------- | ------------- | ------------ | ----------------- | ----------------- | ------- |
| Michael Mair        | Zjazd         |              |                   | Nie ukończył      | –       |
| Igor Cigolla        | Zjazd         |              |                   | 2:05.85           | 31      |
| Danilo Sbardellotto | Zjazd         |              |                   | 2:02.69           | 10      |
| Alberto Tomba       | Supergigant   |              |                   | Nie ukończył      | –       |
| Carlo Gerosa        | Supergigant   |              |                   | 1:45.82           | 26      |
| Heinz Holzer        | Supergigant   |              |                   | 1:42.88           | 11      |
| Ivano Camozzi       | Supergigant   |              |                   | 1:42.66           | 10      |
| Heinz Holzer        | Slalom gigant | 1:08.08      | 1:05.20           | 2:13.28           | 27      |
| Carlo Gerosa        | Slalom gigant | 1:06.90      | 1:04.75           | 2:11.65           | 17      |
| Ivano Camozzi       | Slalom gigant | 1:05.86      | 1:02.91           | 2:08.77           | 4       |
| Alberto Tomba       | Slalom gigant | 1:03.91      | 1:02.46           | 2:06.37           |         |
| Ivano Camozzi       | Slalom        | Nie ukończył | –                 | Nie ukończył      | –       |
| Carlo Gerosa        | Slalom        | 53.06        | Zdyskwalifikowany | Zdyskwalifikowany | –       |
| Oswald Tötsch       | Slalom        | 52.44        | 48.11             | 1:40.55           | 8       |
| Alberto Tomba       | Slalom        | 51.62        | 47.85             | 1:39.47           |         |

Kombinacja mężczyzn
| Zawodnik            | Zjazd   | Slalom       | Slalom | Suma         | Suma    |
| Zawodnik            | Czas    | Czas 1       | Czas 2 | Punkty       | Miejsce |
| ------------------- | ------- | ------------ | ------ | ------------ | ------- |
| Oswald Tötsch       | 1:57.83 | 44.32        | 42.32  | 134.14       | 18      |
| Igor Cigolla        | 1:50.86 | Nie ukończył | –      | Nie ukończył | –       |
| Danilo Sbardellotto | 1:49.57 | Nie ukończył | –      | Nie ukończył | –       |

Kobiety
| Zawodniczka      | Konkurencja   | Ślizg 1           | Ślizg 2       | Suma              | Suma    |
| Zawodniczka      | Konkurencja   | Czas              | Czas          | Czas              | Miejsce |
| ---------------- | ------------- | ----------------- | ------------- | ----------------- | ------- |
| Michaela Marzola | Zjazd         |                   |               | 1:28.69           | 19      |
| Michaela Marzola | Supergigant   |                   |               | 1:20.91           | 7       |
| Nadia Bonfini    | Slalom gigant | Zdyskwalifikowana | –             | Zdyskwalifikowana | –       |
| Paoletta Magoni  | Slalom gigant | 1:01.65           | Nie ukończyła | Nie ukończyła     | –       |
| Nadia Bonfini    | Slalom        | 51.95             | Nie ukończyła | Nie ukończyła     | –       |
| Paoletta Magoni  | Slalom        | 50.42             | 49.34         | 1:39.76           | 7       |

Kombinacja kobiet
| Zawodniczka      | Zjazd   | Slalom | Slalom | Suma   | Suma    |
| Zawodniczka      | Czas    | Czas 1 | Czas 2 | Punkty | Miejsce |
| ---------------- | ------- | ------ | ------ | ------ | ------- |
| Michaela Marzola | 1:17.95 | 43.65  | 44.57  | 85.34  | 10      |

### Biathlon
Mężczyźni
| Konkurencja  | Zawodnik            | Pudła | Czas    | Miejsce |
| ------------ | ------------------- | ----- | ------- | ------- |
| 10 km Sprint | Roberto Marchesi    | 2     | 27:36.7 | 33      |
| 10 km Sprint | Andreas Zingerle    | 2     | 26:33.0 | 15      |
| 10 km Sprint | Pieralberto Carrara | 2     | 26:32.7 | 13      |
| 10 km Sprint | Johann Passler      | 2     | 26:07.7 | 8       |

| Konkurencja   | Zawodnik          | Czas              | Pudła | Skorygowany czas  | Miejsce |
| ------------- | ----------------- | ----------------- | ----- | ----------------- | ------- |
| Bieg na 20 km | Andreas Zingerle  | Zdyskwalifikowany | –     | Zdyskwalifikowany | –       |
| Bieg na 20 km | Werner Kiem       | 57:00.3           | 3     | 1'04:00.3         | 43      |
| Bieg na 20 km | Gottlieb Taschler | 55:53.6           | 3     | 58:53.6           | 11      |
| Bieg na 20 km | Johann Passler    | 55:10.1           | 2     | 57:10.1           |         |

Sztafeta mężczyzn 4 x 7,5 km
| Zawodnicy                                                     | Wyścig | Wyścig    | Wyścig  |
| Zawodnicy                                                     | Pudła  | Czas      | Miejsce |
| ------------------------------------------------------------- | ------ | --------- | ------- |
| Werner Kiem Gottlieb Taschler Johann Passler Andreas Zingerle | 0      | 1'23:51.5 |         |

### Bobsleje
| Osada | Zawodnicy                  | Konkurencja | Ślizg 1 | Ślizg 1 | Ślizg 2 | Ślizg 2 | Ślizg 3 | Ślizg 3 | Ślizg 4 | Ślizg 4 | Suma    | Suma    |
| Osada | Zawodnicy                  | Konkurencja | Czas    | Miejsce | Czas    | Miejsce | Czas    | Miejsce | Czas    | Miejsce | Czas    | Miejsce |
| ----- | -------------------------- | ----------- | ------- | ------- | ------- | ------- | ------- | ------- | ------- | ------- | ------- | ------- |
| ITA-1 | Alex Wolf Georg Beikircher | Dwójki      | 59.35   | 28      | 59.65   | 9       | 1:00.32 | 9       | 1:00.03 | 17      | 3:59.35 | 17      |
| ITA-2 | Ivo Ferriano Stefano Ticci | Dwójki      | 58.25   | 14      | 1:00.60 | 24      | 1:01.08 | 19      | 1:00.21 | 19      | 4:00.14 | 19      |

| Osada | Zawodnicy                                                             | Konkurencja | Ślizg 1 | Ślizg 1 | Ślizg 2 | Ślizg 2 | Ślizg 3 | Ślizg 3 | Ślizg 4 | Ślizg 4 | Suma    | Suma    |
| Osada | Zawodnicy                                                             | Konkurencja | Czas    | Miejsce | Czas    | Miejsce | Czas    | Miejsce | Czas    | Miejsce | Czas    | Miejsce |
| ----- | --------------------------------------------------------------------- | ----------- | ------- | ------- | ------- | ------- | ------- | ------- | ------- | ------- | ------- | ------- |
| ITA-1 | Alex Wolf Pasguale Gesuito Georg Beikircher Stefano Ticci             | Czwórki     | 57.20   | 15      | 57.72   | 9       | 56.53   | 7       | 58.01   | 10      | 3:49.46 | 10      |
| ITA-2 | Roberto D’Amico Thomas Rottensteiner Paolo Scaramuzza Andrea Meneghin | Czwórki     | 57.69   | 20      | 58.65   | 21      | 57.50   | 20      | 58.04   | 11      | 3:51.88 | 19      |

### Biegi narciarskie
Mężczyźni
| Konkurencja                     | Zawodnik           | Wyścig    | Wyścig  |
| Konkurencja                     | Zawodnik           | Czas      | Miejsce |
| ------------------------------- | ------------------ | --------- | ------- |
| Bieg na 15 km stylem klasycznym | Gianfranco Polvara | 43:08.3   | 14      |
| Bieg na 15 km stylem klasycznym | Giorgio Vanzetta   | 42:49.6   | 10      |
| Bieg na 15 km stylem klasycznym | Marco Albarello    | 42:48.6   | 9       |
| Bieg na 15 km stylem klasycznym | Maurilio De Zolt   | 42:31.2   | 6       |
| Bieg na 30 km stylem klasycznym | Silvano Barco      | 1'32:41.8 | 38      |
| Bieg na 30 km stylem klasycznym | Marco Albarello    | 1'26:09.1 | 8       |
| Bieg na 30 km stylem klasycznym | Gianfranco Polvara | 1'26:02.7 | 7       |
| Bieg na 30 km stylem klasycznym | Giorgio Vanzetta   | 1'25:37.2 | 5       |
| Bieg na 50 km stylem dowolnym   | Fausto Bormetti    | 2'10:20.7 | 18      |
| Bieg na 50 km stylem dowolnym   | Albert Walder      | 2'09:19.6 | 16      |
| Bieg na 50 km stylem dowolnym   | Gianfranco Polvara | 2'08:40.3 | 10      |
| Bieg na 50 km stylem dowolnym   | Maurilio De Zolt   | 2'05:36.4 |         |

Sztafeta mężczyzn 4 x 10 km
| Zawodnicy                                                     | Wyścig    | Wyścig  |
| Zawodnicy                                                     | Czas      | Miejsce |
| ------------------------------------------------------------- | --------- | ------- |
| Silvano Barco Albert Walder Giorgio Vanzetta Maurilio De Zolt | 1'46:16.7 | 5       |

Kobiety
| Konkurencja                     | Zawodniczka       | Wyścig    | Wyścig  |
| Konkurencja                     | Zawodniczka       | Czas      | Miejsce |
| ------------------------------- | ----------------- | --------- | ------- |
| Bieg na 5 km stylem klasycznym  | Gabriella Carrel  | 17:08.8   | 42      |
| Bieg na 5 km stylem klasycznym  | Guidina Dal Sasso | 16:26.4   | 27      |
| Bieg na 5 km stylem klasycznym  | Klara Angerer     | 16:20.4   | 24      |
| Bieg na 5 km stylem klasycznym  | Manuela Di Centa  | 15:57.2   | 18      |
| Bieg na 10 km stylem klasycznym | Manuela Di Centa  | 31:50.2   | 20      |
| Bieg na 10 km stylem klasycznym | Stefania Belmondo | 31:47.2   | 19      |
| Bieg na 10 km stylem klasycznym | Bice Vanzetta     | 31:34.5   | 17      |
| Bieg na 10 km stylem klasycznym | Guidina Dal Sasso | 31:16.7   | 11      |
| Bieg na 20 km stylem dowolnym   | Elena Desderi     | 1'02:54.8 | 36      |
| Bieg na 20 km stylem dowolnym   | Stefania Belmondo | 1'01:36.9 | 29      |
| Bieg na 20 km stylem dowolnym   | Guidina Dal Sasso | 59:40.4   | 19      |
| Bieg na 20 km stylem dowolnym   | Manuela Di Centa  | 57:55.2   | 6       |

Sztafeta kobiet 4 x 5 km
| Zawodniczki                                                     | Wyścig    | Wyścig  |
| Zawodniczki                                                     | Czas      | Miejsce |
| --------------------------------------------------------------- | --------- | ------- |
| Klara Angerer Guidina Dal Sasso Elena Desderi Stefania Belmondo | 1'04:23.6 | 10      |

### Łyżwiarstwo figurowe
Mężczyźni
| Zawodnik              | Konkurencja | CF | SP | FS | TFP  | Miejsce |
| --------------------- | ----------- | -- | -- | -- | ---- | ------- |
| Alessandro Riccitelli | Soliści     | 20 | 20 | 22 | 42.0 | 21      |

Kobiety
| Zawodniczka      | Konkurencja | CF | SP | FS | TFP  | Miejsce |
| ---------------- | ----------- | -- | -- | -- | ---- | ------- |
| Beatrice Gelmini | Solistki    | 15 | 17 | 11 | 26.8 | 11      |

Taniec na lodzie
| Zawodnicy                     | Konkurencja      | CD | OD | FD | TFP  | Miejsce |
| ----------------------------- | ---------------- | -- | -- | -- | ---- | ------- |
| Lia Trovati Roberto Pelizzola | Taniec na lodzie | 10 | 10 | 10 | 20.0 | 10      |

### Saneczkarstwo
Mężczyźni
| Zawodnik         | Ślizg 1 | Ślizg 1 | Ślizg 2 | Ślizg 2 | Ślizg 3 | Ślizg 3 | Ślizg 4 | Ślizg 4 | Suma     | Suma    |
| Zawodnik         | Czas    | Miejsce | Czas    | Miejsce | Czas    | Miejsce | Czas    | Miejsce | Czas     | Miejsce |
| ---------------- | ------- | ------- | ------- | ------- | ------- | ------- | ------- | ------- | -------- | ------- |
| Kurt Brugger     | 47.084  | 17      | 47.362  | 20      | 47.045  | 12      | 47.130  | 12      | 3:08.621 | 15      |
| Paul Hildgartner | 46.844  | 12      | 46.854  | 8       | 46.764  | 6       | 47.234  | 14      | 3:07.696 | 10      |
| Hansjörg Raffl   | 46.590  | 7       | 46.971  | 12      | 46.893  | 10      | 47.071  | 11      | 3:07.525 | 8       |

(Mężczyźni) Dwójki
| Zawodnicy                        | Wyścig 1 | Wyścig 1 | Wyścig 2 | Wyścig 2 | Suma     | Suma    |
| Zawodnicy                        | Czas     | Miejsce  | Czas     | Miejsce  | Czas     | Miejsce |
| -------------------------------- | -------- | -------- | -------- | -------- | -------- | ------- |
| Kurt Brugger Wilfried Huber      | 46.125   | 7        | 46.428   | 7        | 1:32.553 | 7       |
| Bernhard Kammerer Walter Brunner | 46.381   | 11       | 46.790   | 10       | 1:33.171 | 9       |

Kobiety
| Zawodniczka          | Ślizg 1 | Ślizg 1 | Ślizg 2 | Ślizg 2 | Ślizg 3 | Ślizg 3 | Ślizg 4 | Ślizg 4 | Suma     | Suma    |
| Zawodniczka          | Czas    | Miejsce | Czas    | Miejsce | Czas    | Miejsce | Czas    | Miejsce | Czas     | Miejsce |
| -------------------- | ------- | ------- | ------- | ------- | ------- | ------- | ------- | ------- | -------- | ------- |
| Maria-Luise Rainer   | 47.142  | 16      | 46.947  | 10      | 47.064  | 14      | 46.992  | 15      | 3:08.145 | 15      |
| Gerda Weissensteiner | 46.814  | 14      | 47.183  | 14      | 46.908  | 13      | 46.760  | 13      | 3:07.665 | 14      |
| Veronika Oberhuber   | 46.720  | 12      | 46.963  | 11      | 47.118  | 15      | 46.715  | 12      | 3:07.516 | 13      |

### Skoki narciarskie
| Zawodnik         | Konkurencja       | Skok 1    | Skok 1 | Skok 2    | Skok 2 | Suma  | Suma    |
| Zawodnik         | Konkurencja       | Odległość | Nota   | Odległość | Nota   | Nota  | Miejsce |
| ---------------- | ----------------- | --------- | ------ | --------- | ------ | ----- | ------- |
| Sandro Sambugaro | Skocznia normalna | 74.0      | 77.0   | 79.0      | 88.5   | 165.5 | 46      |
| Virginio Lunardi | Skocznia normalna | 75.5      | 82.4   | 74.5      | 79.8   | 161.6 | 50      |
| Virginio Lunardi | Skocznia duża     | 100.0     | 85.4   | 89.0      | 65.5   | 150.9 | 45      |
| Sandro Sambugaro | Skocznia duża     | 100.0     | 85.4   | 94.5      | 76.2   | 161.6 | 39      |

### Łyżwiarstwo szybkie
Mężczyźni
| Konkurencja     | Zawodnik       | Wyścig   | Wyścig  |
| Konkurencja     | Zawodnik       | Czas     | Miejsce |
| --------------- | -------------- | -------- | ------- |
| Bieg na 5000 m  | Bruno Milesi   | 6:54.93  | 15      |
| Bieg na 5000 m  | Roberto Sighel | 6:53.04  | 11      |
| Bieg na 10000 m | Bruno Milesi   | 14:23.84 | 13      |
| Bieg na 10000 m | Roberto Sighel | 14:13.60 | 7       |

Kobiety
| Konkurencja    | Zawodniczka | Wyścig  | Wyścig  |
| Konkurencja    | Zawodniczka | Czas    | Miejsce |
| -------------- | ----------- | ------- | ------- |
| Bieg na 3000 m | Elena Belci | 4:27.21 | 13      |
| Bieg na 5000 m | Elena Belci | 7:37.23 | 12      |